# ヘクタール
ヘクタール（hectare、記号：ha）は、メートル法における面積の単位のひとつであり、10000 平方メートルである。
SI単位ではなく、「SI単位と併用できる非SI単位」である。「SI単位と併用できる非SI単位」には、他に、時間の分・時・日、長さの天文単位、角度の度・分・秒、体積のリットル、質量のトン・ダルトン、エネルギーの電子ボルト、比の対数のネーパ・ベル・デシベルがある。

## 概要
ヘクタールは、日本の計量法では特殊の計量である「土地の面積の計量」に限定して使用できる単位という扱いになっている。計量単位令では、かつてのメートル法の流れを汲んで、ヘクタールをアールの100倍と定義している。
名称の由来は100倍を表すヘクト（h, 102）とアール（a, 100 m2）の組み合わせであった。しかし現在では、国際単位系でも計量法でもSI接頭語としてのヘクトとアールの組み合わせという扱いではなく、単独に特別の単位という扱いになっている。
なお、アールは、「SI単位と併用できる非SI単位」でさえもなく、国際単位系では使用が認められていないことに注意。そのために、ヘクタールの定義は、100 アールではなく、1 hm2 = 104 m2となっている。ただし計量法においては国際単位系とは異なって、アールを土地の面積の計量に用いることができる。
平方メートルと平方キロメートルの間には100万倍の開きがあるため、その間の面積を表すのに便利であり、また日本では尺貫法による町とほぼ等しい（1 町 = 120/121 ha ≒ 0.991736 ha）こともあって、土地面積を表す単位として平方キロメートルと共に広く使われている。
漢字表記は「獘屈跢列」「陌」がある。またアールを表す「安」や「亞」に「百」を付けた「𡩛」「𫡷」などの表記もある。

## 歴史
フランスでメートル法が導入された1795年に、アール (are) は 100 m2 と定義され、同時にヘクタール ("hecto-" + "are") が 100 a と定義されたのが最初である。
国際的には、アール (a) がメートル法の一部として1879年の国際度量衡委員会で採択された時に、ヘクタールはアールの補助単位とされた。そのときに、1 ha は 100 a と定義された。なお、現在の国際単位系では、「補助単位」という分類そのものが廃止されている。

## 符号位置
| 記号 | Unicode | JIS X 0213 | 文字参照          | 名称           |
| ---- | ------- | ---------- | ----------------- | -------------- |
| ㏊   | U+33CA  | -          | &#x33CA; &#13258; | ヘクタール     |
| ㌶   | U+3336  | 1-13-39    | &#x3336; &#13110; | 全角ヘクタール |

Unicodeには、ヘクタールを表す上記の文字が収録されている。これらはCJK互換用文字であり、既存の文字コードに対する後方互換性のために収録されているものであるので、使用は推奨されない。